# 東方沙鱚
東方沙鱚（学名：Limnichthys orientalis），又名沙鰍，为沙鱚科沙鱚屬(沼魚屬)下的一个种。其种加词“orientalis”意为“东方的”。